# Nizhni Najolchik
Nizhni Najolchik (en ucraniano: Нижній Нагольчик, romanizado: Nyzniy Naholchyk; en ruso: Нижний Нагольчик) es un asentamiento urbano ucraniano perteneciente al óblast de Lugansk. Situado en el sureste del país, hasta 2020 era parte del raión de Antratsit, pero hoy es parte del raión de Rovenki y del municipio (hromada) de Antratsit. Sin embargo, según el sistema administrativo ruso que ocupa y controla la región, Nizhni Najolchik sigue perteneciendo al raión de Antratsit.
El asentamiento se encuentra ocupado por Rusia desde la guerra del Dombás, siendo administrado como parte de la de facto República Popular de Lugansk y luego ilegalmente integrado en Rusia como parte de la República Popular de Lugansk rusa.

## Geografía
Nizhni Najolchik está a orillas del río Najolna, 10 kilómetros al sur de Antratsit y 62 km al sur de Lugansk. La frontera con Rusia está 16 km al sur del asentamiento.

## Historia
El lugar fue fundado en 1801. A finales del siglo XIX se crearon varias minas de carbón alrededor del lugar.
Nizhni Najolchik finalmente fue declarado asentamiento de tipo urbano en 1938.
En julio de 1995, el Gabinete de Ministros de Ucrania aprobó la decisión de privatizar la granja estatal ubicada aquí.
En abril de 2014, durante la guerra del Dombás, los separatistas prorrusos tomaron el control de Nizhni Najolchik y desde entonces está controlado por la autoproclamada República Popular de Lugansk.

## Demografía
La evolución de la población entre 1989 y 2022 fue la siguiente:
| 1999                                                          | 1661 | 1650 | 1631 | 1626 |
| (Fuente: Cities & Towns of Ukraine y UKRAINE: Größere Städte) |      |      |      |      |

Según el censo de 2001, la lengua materna de la mayoría de los habitantes, el 85,79%, es el ucraniano; del 13,52% es el ruso.